# Ado Ekiti
Pour les articles homonymes, voir Ado.
Ado Ekiti est la capitale de l'État d'Ekiti et un royaume traditionnel au Nigeria.
Elle est le siège du diocèse d'Ekiti avec sa cathédrale Saint-Patrick.
L'actuel Ewi, ou dirigeant, d'Ado Ekiti est Rufus Aladesanmi III (en), qui a succédé à Samuel Adeyemi George-Adelabu I en 1990.

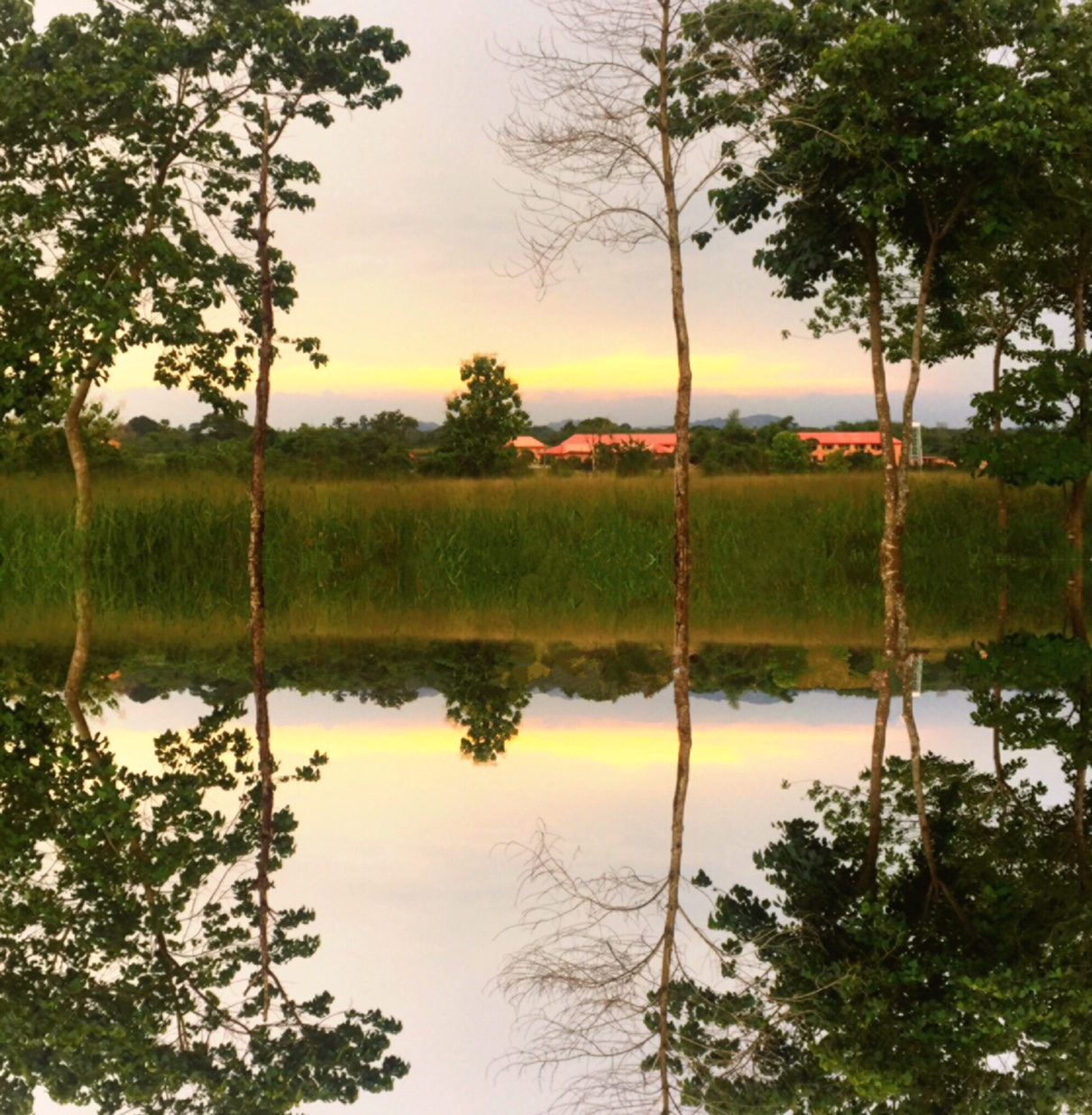
Après la pluie à l'université de Afe babalola à Ado-Ekiti.

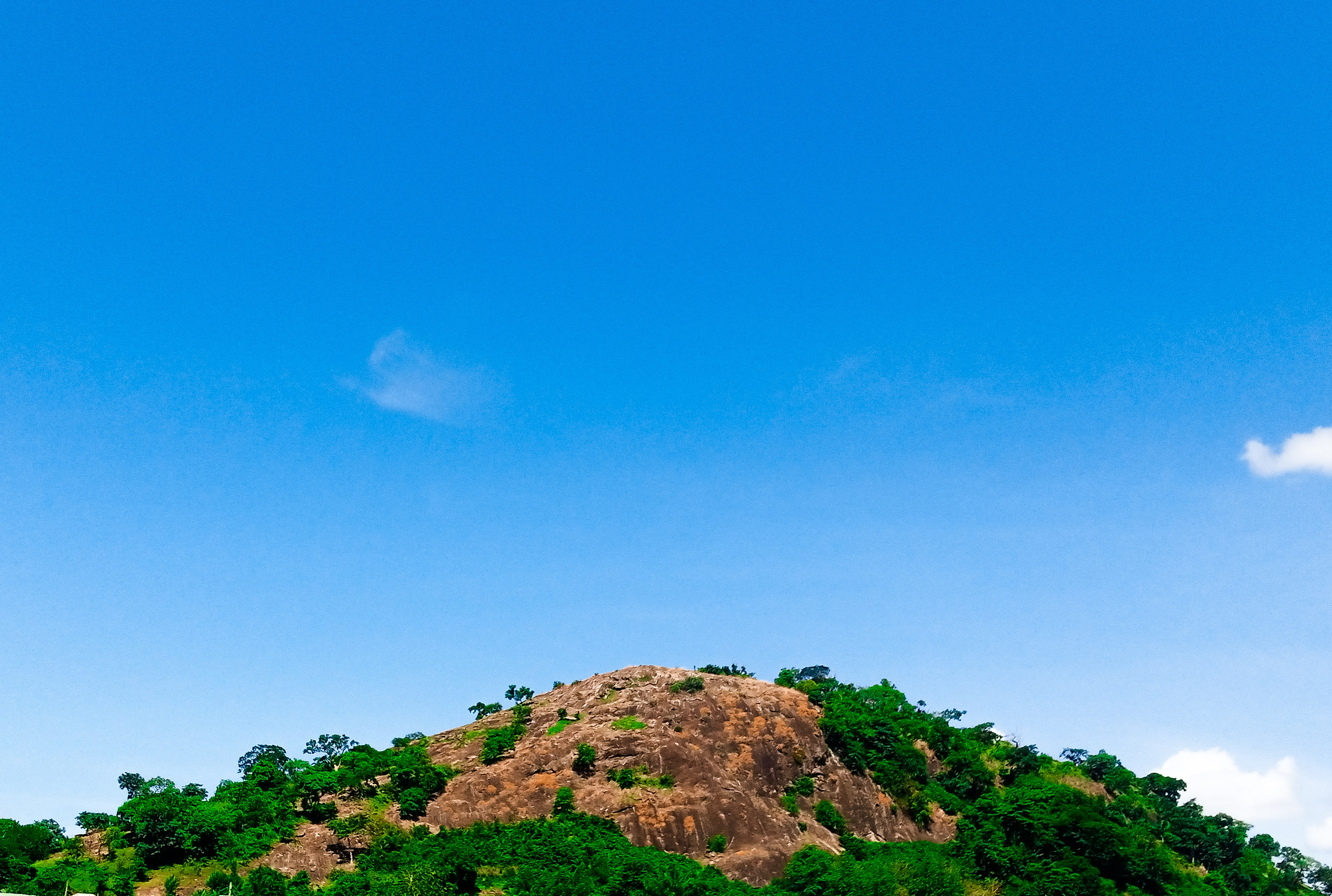
La colline oloke meji à Ado Ekiti. Mai 2022.